# USS Pilotfish (SS-386)
USS Pilotfish (SS-386) là một  tàu ngầm lớp Balao được Hải quân Hoa Kỳ chế tạo trong Chiến tranh Thế giới thứ hai. Nó là chiếc tàu chiến duy nhất của Hải quân Hoa Kỳ được đặt cái tên này, theo tên loài cá thuyền hoặc cá cu cam sọc đen. Nó đã phục vụ trong suốt Thế Chiến II và thực hiện được tổng cộng sáu chuyến tuần tra. Sau khi xung đột chấm dứt, vào năm 1946, nó được huy động vào việc thử nghiệm bom nguyên tử trong khuôn khổ Chiến dịch Crossroads tại đảo Bikini, và bị đánh chìm trong vụ nổ Baker ngầm dưới nước vào ngày 25 tháng 7, 1946. Pilotfish được tặng thưởng năm Ngôi sao Chiến trận do thành tích phục vụ trong Thế Chiến II.

## Thiết kế và chế tạo
Thiết kế của lớp Balao được cải tiến dựa trên  tàu ngầm lớp Gato dẫn trước, là một kiểu tàu ngầm hạm đội có tốc độ trên mặt nước cao, tầm hoạt động xa và vũ khí mạnh để tháp tùng hạm đội chiến trận. Khác biệt chính so với lớp Gato là ở cấu trúc lườn chịu áp lực bên trong dày hơn, và sử dụng thép có độ đàn hồi cao (HTS: High-Tensile Steel), cho phép lặn sâu hơn đến 400 ft (120 m). Con tàu dài 311 ft 9 in (95,02 m) và có trọng lượng choán nước 1.526 tấn Anh (1.550 t) khi nổi và 2.424 tấn Anh (2.463 t) khi lặn. Chúng trang bị động cơ diesel dẫn động máy phát điện để cung cấp điện năng cho bốn động cơ điện, đạt được công suất 5.400 shp (4.000 kW) khi nổi và 2.740 shp (2.040 kW) khi lặn, cho phép đạt tốc độ tối đa 20,25 hải lý trên giờ (37,50 km/h) và 8,75 hải lý trên giờ (16,21 km/h) tương ứng. Tầm xa hoạt động là 11.000 hải lý (20.000 km) khi đi trên mặt nước ở tốc độ 10 hải lý trên giờ (19 km/h) và có thể hoạt động kéo dài đến 75 ngày.
Tương tự như lớp Gato dẫn trước, lớp Balao được trang bị mười ống phóng ngư lôi 21 in (530 mm), gồm sáu ống trước mũi và bốn ống phía phía đuôi tàu, chúng mang theo tối đa 24 quả ngư lôi. Vũ khí trên boong tàu gồm một hải pháo 4 inch/50 caliber, một khẩu pháo phòng không Bofors 40 mm nòng đơn và một khẩu đội Oerlikon 20 mm nòng đôi, kèm theo hai súng máy .50 caliber. Trên tháp chỉ huy, ngoài hai kính tiềm vọng, nó còn trang bị ăn-ten radar SD phòng không và SJ dò tìm mặt biển. Tiện nghi cho thủy thủ đoàn bao gồm điều hòa không khí, thực phẩm trữ lạnh, máy lọc nước, máy giặt và giường ngủ cho hầu hết mọi người, giúp họ chịu đựng cái nóng nhiệt đới tại Thái Bình Dương cùng những chuyến tuần tra kéo dài đến hai tháng rưỡi.
Pilotfish được đặt lườn tại Xưởng hải quân Portsmouth ở Kittery, Maine vào ngày 15 tháng 5, 1943. Nó được hạ thủy vào ngày 30 tháng 8, 1943, được đỡ đầu bởi bà Martha Szolmeczka Scheutz, và được cho nhập biên chế cùng Hải quân Hoa Kỳ vào ngày 16 tháng 12, 1943 dưới quyền chỉ huy của Hạm trưởng, Thiếu tá Hải quân Robert Hamilton Close.

## Lịch sử hoạt động

### 1944
Sau khi hoàn tất việc chạy thử máy huấn luyện tại vùng biển ngoài khơi New England, Pilotfish khởi hành từ Căn cứ Tàu ngầm Hải quân New London tại New London, Connecticut vào ngày 29 tháng 3, 1944 để hướng sang khu vực Thái Bình Dương ngang qua kênh đào Panama. Sau khi đi đến Trân Châu Cảng, vào ngày 10 tháng 4, nó gia nhập Đội tàu ngầm 202 thuộc Hải đội Tầu ngầm 20, Hạm đội Thái Bình Dương. 

#### Chuyến tuần tra thứ nhất
Khởi hành vào ngày 16 tháng 5 cho chuyến tuần tra đầu tiên trong chiến tranh, Pilotfish hoạt động trong thành phần một đội tấn công phối hợp ("Bầy sói") vốn còn bao gồm các tàu ngầm Pintado (SS-387) và Shark (SS-314). Đơn vị đã hoạt động trong một tuần tại khu vực phía Tây quần đảo Mariana trước khi chuyển sang khu vực phía Nam Đài Loan, tuần tra dọc tuyến đường đối phương có thể tăng cường hoặc rút lui trong Trận chiến biển Philippine. Không tìm thấy mục tiêu có giá trị, nó rút lui về căn cứ tại đảo Majuro thuộc quần đảo Marshall, đến nơi vào ngày 4 tháng 7.

#### Chuyến tuần tra thứ hai
Trong chuyến tuần tra thứ hai từ ngày 27 tháng 7 đến ngày 14 tháng 9, Pilotfish tuần tra tại khu vực quần đảo Bonin và làm nhiệm vụ tìm kiếm và giải cứu, hỗ trợ cho hoạt động không kích xuống chính quốc Nhật Bản. Nó quay trở về căn cứ Trân Châu Cảng ngang qua đảo Midway.

#### Chuyến tuần tra thứ ba
Xuất phát từ Trân Châu Cảng vào ngày 14 tháng 10 cho chuyến tuần tra thứ ba, Pilotfish ghé đến Midway để tiếp nhiên liệu trước khi quay lại khu vực tuần tra tại quần đảo Bonin. Vào ngày 31 tháng 10, nó phóng ngư lôi gây hư hại cho một tàu chở hàng khoảng 4.000 tấn, rồi chuyển sang tuần tra tại khu vực quần đảo Ryūkyū từ ngày 2 tháng 11. Nó kết thúc chuyến tuần tra khi quay trở về căn cứ Midway vào ngày 10 tháng 12.

### 1945

#### 
Pilotfish lên đường vào ngày 20 tháng 1, 1945 cho chuyến tuần tra thứ tư, hoạt động trong thành phần một đội tấn công phối hợp bao gồm các tàu ngầm Finback (SS-230) và Rasher (SS-269). "Bầy sói" đi ngang qua Saipan để đến khu vực biển Hoa Đông, nhưng chuyến tuần tra dài ngày này chỉ bắt gặp một tàu bệnh viện và các tàu nhỏ. Nó kết thúc chuyến tuần tra và quay trở về căn cứ Trân Châu Cảng vào ngày 25 tháng 3.

#### Chuyến tuần tra thứ năm
Trong chuyến tuần tra thứ năm từ ngày 21 tháng 5 đến ngày 14 tháng 7, Pilotfish dành ra nữa tháng làm nhiệm vụ tìm kiếm và giải cứu ngoài khơi đảo Marcus, rồi đi đến Tanapag Harbor, Saipan. Đến ngày 20 tháng 6, nó tiếp tục nhiệm vụ tìm kiếm và giải cứu ngoài khơi các đảo chính quốc Nhật Bản, và kết thúc chuyến tuần tra tại Apra Harbor, Guam.

#### Chuyến tuần tra thứ sáu
Lên đường vào ngày 9 tháng 8 cho chuyến tuần tra cuối cùng trong chiến tranh, Pilotfish chỉ hoạt động được hai ngày tại khu vực tuần tra khi Nhật Bản chấp nhận đầu hàng vào ngày 15 tháng 8, giúp chấm dứt vĩnh viễn cuộc xung đột. Nó tiếp tục nhiệm vụ tìm kiếm và giải cứu và tuần tra trung lập ngoài khơi eo biển Kii cho đến ngày 31 tháng 8, khi nó gặp gỡ các tàu chiến khác tại vịnh Tokyo để tham gia hoạt động chiếm đóng. Xế chiều hôm đó, mọi tàu ngầm đã neo đậu cặp bên mạn tàu tiếp liệu tàu ngầm Proteus (AS-19) trong cảng Yokosuka. Đến ngày 3 tháng 9, chiếc tàu ngầm được lệnh quay trở về San Francisco, California ngang qua Trân Châu Cảng.

### Thử nghiệm bom nguyên tử
Pilotfish được chọn để sử dụng như mục tiêu thử nghiệm bom nguyên tử trong khuôn khổ Chiến dịch Crossroads diễn ra vào tháng 7, 1946 tại đảo Bikini. Neo đậu cách tâm điểm thử nghiệm 363 yd (332 m), nó sống sót qua vụ nổ "Able" (trên không) vào ngày 1 tháng 7, nhưng bị đánh chìm trong vụ nổ "Baker" (ngầm dưới nước) vào ngày 25 tháng 7. Áp lực của vụ nổ nén lên lườn tàu khiến các cửa nắp bật ra làm ngập nước, và con tàu đắm tại tọa độ 30°26′B 140°53′Đ / 30,433°B 140,883°Đ.
Pilotfish được cho xuất biên chế vào ngày 29 tháng 8, 1946, và rút tên khỏi danh sách Đăng bạ Hải quân vào ngày 25 tháng 2, 1947.

## Phần thưởng
Pilotfish được tặng thưởng năm Ngôi sao Chiến trận do thành tích phục vụ trong Thế Chiến II.
|  |             |  |
|  | Silver star |  |

| Dãi băng Hoạt động Tác chiến  |                                                                         |                                      |
| Huân chương Chiến dịch Hoa Kỳ | Huân chương Chiến dịch Châu Á-Thái Bình Dương với 5 Ngôi sao Chiến trận | Huân chương Chiến thắng Thế Chiến II |